# 横浜文学賞
横浜文学賞（よこはまぶんがくしょう）は、かつて開催されていた文学賞。横浜市を中心とする神奈川県内で、創作・研究・普及などの活動を続け、その成果と功労が大きい個人・団体を顕彰する。小説、詩、短歌、俳句、川柳などのほか、歴史や記録文学などの分野が対象となる。主催は、横浜文芸懇話会。神奈川新聞社、はまぎん産業文化振興財団、有隣堂が協賛している。

## 受賞者一覧
- 第1回（1989年） 岩藤雪夫（小説）
- 第2回（1992年） 松永浩介（詩）
- 第3回（1994年） 神谷量平・梨地四郎（戯曲）
- 第4回（1996年） 志水剣人（川柳）
- 第5回（1999年） 紀田順一郎（小説・評論）
- 第6回（2000年） 赤塚行雄（評論）
- 第7回（2001年） 上坂高生（小説・児童文学）
- 第8回（2002年） 横浜の空襲を記録する会（記録文学）
- 第9回（2003年） 復本一郎（俳句研究）
- 第10回（2004年） 江刺昭子（女性史・評伝）
- 第11回（2005年） 長島三芳（詩）
- 第12回（2006年） 鳥居民（歴史・評論）
- 第13回（2007年） 平木國夫（ノンフィクション文学）
- 第14回（2008年） 高崎隆治（ジャーナリズム研究）
- 第15回（2009年） 岩崎京子（児童文学）
- 第16回（2010年） 今井清一（歴史研究）
- 第17回（2011年） 瀬々倉卓冶（川柳）
- 第18回（2012年） 平林敏彦（詩）
- 第19回（2013年） 山本進（芸能研究）
- 第20回（2014年） 葛城峻（郷土史研究）
- 第21回（2015年） 山崎ひさを（俳句）
- 第22回（2016年） 大輪靖宏（俳句）

## 横浜文学賞受賞者講演会
2012年より、過去の横浜文学賞受賞者を講師に、横浜文学賞受賞者講演会が開催されている。
- 第1回（2012年） 瀬々倉卓冶（第17回受賞者） テーマ：俳風柳多留に見る庶民の暮らしと現代川柳
- 第2回（2013年） 復本一郎（第9回受賞者） テーマ：芭蕉と恋句の世界
- 第3回（2014年） 江刺昭子（第10回受賞者） テーマ：ノンフィクションと女性史
- 第4回（2015年） 葛城峻（第20回受賞者） テーマ：境界を越えると何が見えるか？ - 郷土史の髄から天井を覗く